# Lowtzow

Wappen derer von Lowtzow

Lowtzow (auch Lowzow, Loutzow, Louzow, Lewetzow, Lautzan u. Ä.) ist der Name eines alten mecklenburgischen Adelsgeschlechts mit dem Stammhaus Levitzow bei Teterow. Sie sind nicht zu verwechseln mit dem gleichfalls dem mecklenburgischen Uradel angehörenden Geschlecht von Levetzow mit einem gleichnamigen Stammhaus bei Wismar.

## Geschichte
Das Geschlecht erscheint urkundlich erstmals im Jahr 1292 mit dem Ritter Johannes von Levetzow. Die ununterbrochene Stammreihe beginnt mit Claus von Levetzow (genannt Ritter von Sturm), der 1388 urkundlich erwähnt ist. Die Grabkapelle der Familie befand sich in der Dorfkirche Levitzow, die durch Joachim von Lowtzow und seiner Gemahlin Margreta von Winterfeld im frühen 17. Jahrhundert um die Grabkapelle und eine Vorhalle erweitert wurde. Das Stammgut Levitzow befand sich bis 1796 im Besitz der Familie.
Im 17. Jahrhundert teilte sich das Geschlecht in die Linien Levitzow, Teschow (1776–1826) und Rensow, wovon die beiden ersteren im 19. Jahrhundert erloschen, während die Linie Rensow sich nochmals in mehrere Äste, Zweige und Häuser teilte. Der dänische Ast der Familie erhielt 1777 die dänische Adelsnaturalisation.
Im Einschreibebuch des Klosters Dobbertin befinden sich 18 Eintragungen von Töchtern der Familie von Lowtzow von 1711 bis 1899 aus Rensow, Bergfeld, Teschow, Levitzow, Klaber, Striggow, Lunow und Jürgenstorf zur Aufnahme in das adelige Damenstift im Kloster Dobbertin. Die unter Nr. 1050 eingeschriebene Auguste Friederike Sophia Theodora von Lowtzow aus dem Hause Klaber war von 1892 bis zu ihrem Tode am 20. Mai 1900 Priorin des Konvents im Damenstift. Ihre Grabstätte befindet sich auf dem Klosterfriedhof Dobbertin.
Angehörige der Familie waren in Preußen, Schleswig-Holstein, Hessen, Dänemark, Norwegen und den USA anzutreffen und besaßen vor allem in Mecklenburg mehrere Güter, u. a. Rensow (1609–1945 im Besitz der Familie), Klaber (1797–1945 im Besitz der Familie) und Polchow (1893–1933 im Besitz der Familie). Deren drei Gutshäuser wurden von Angehörigen der Familie erbaut: Rensow (erbaut von Friedrich von Lowtzow um 1685), Klaber (erbaut von Karl von Lowtzow um 1830) und Polchow (erbaut von Wilhelm von Lowtzow 1906–1908).

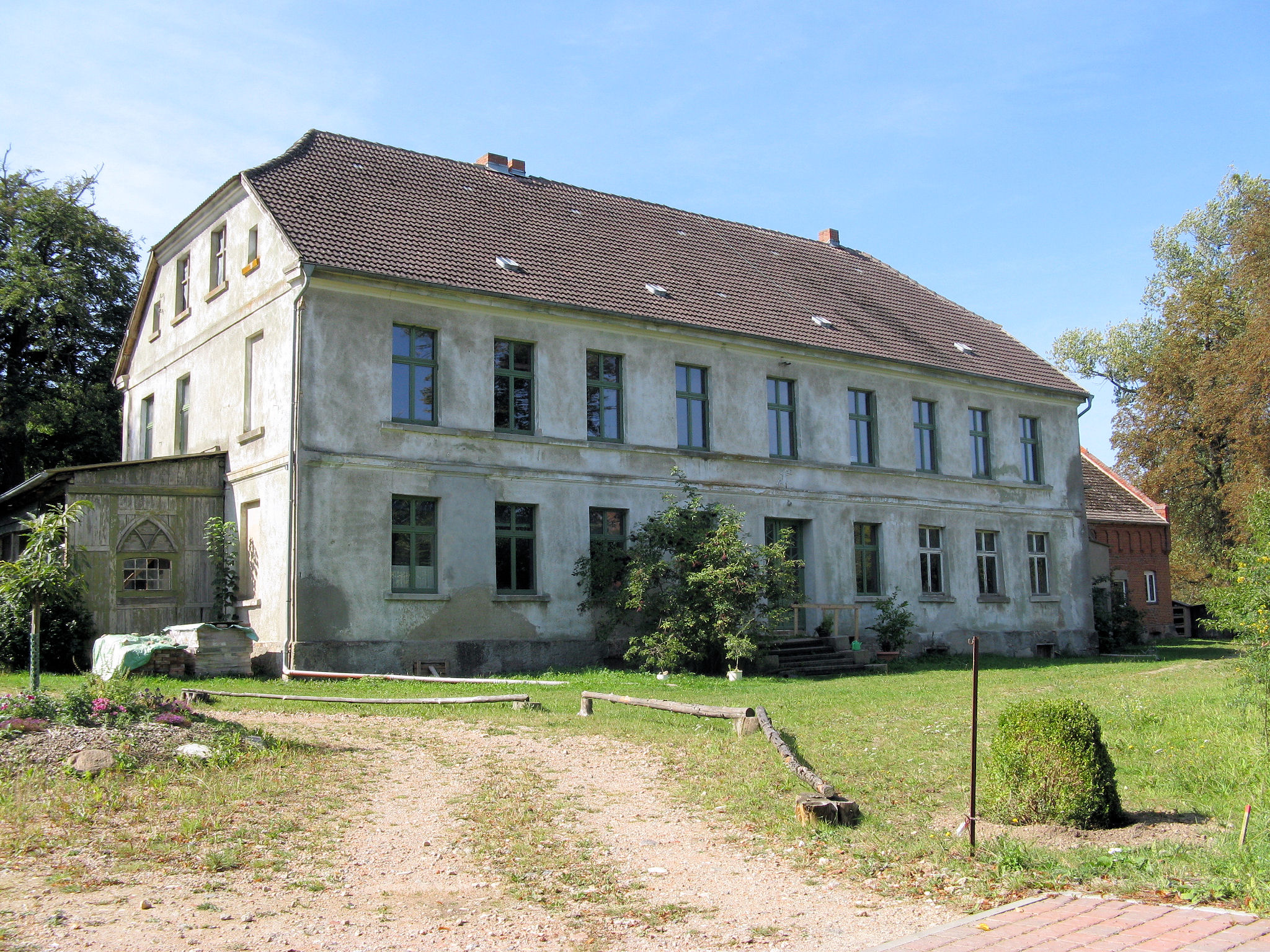
Gutshaus Klaber
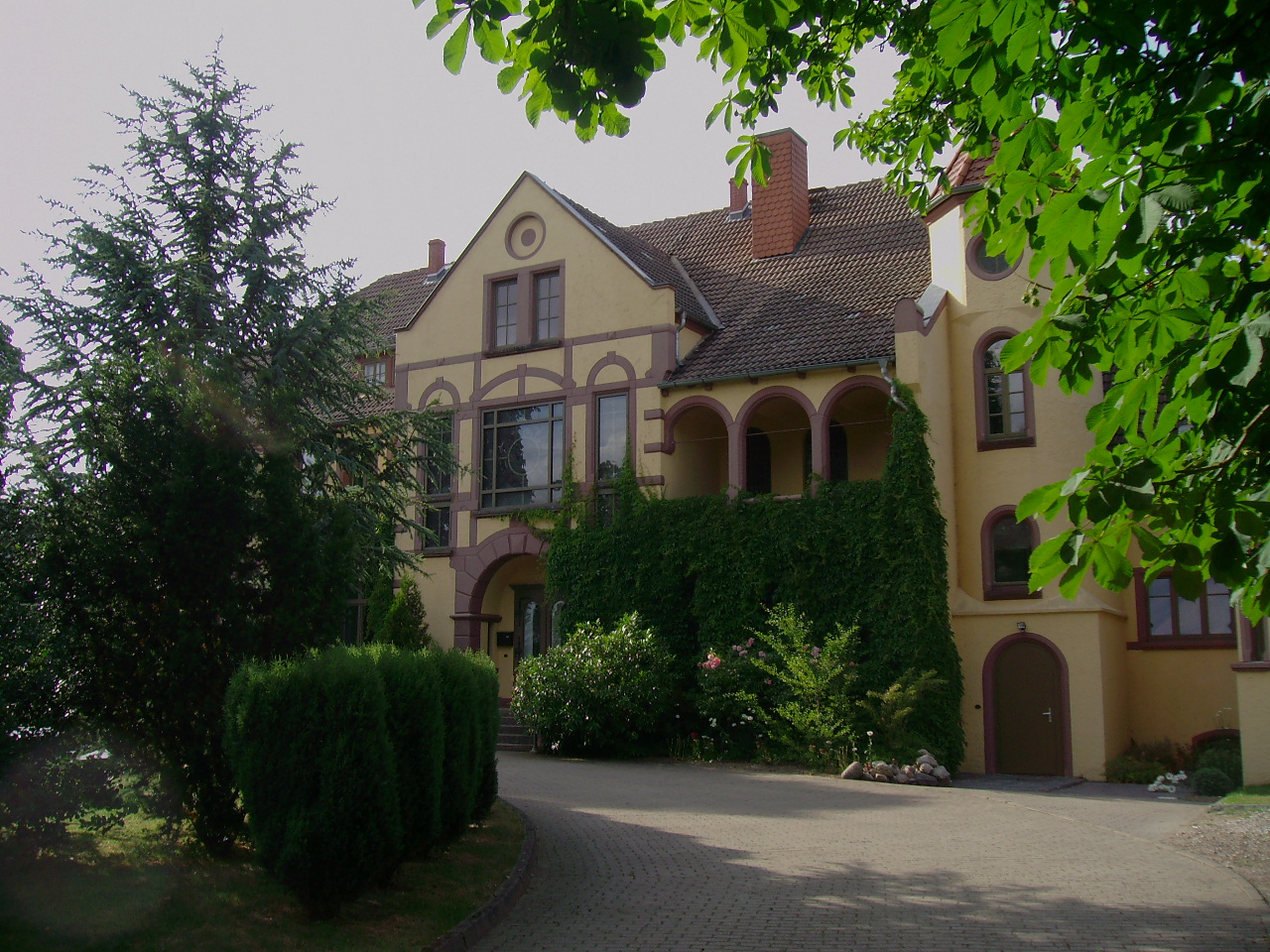
Gutshaus Polchow

## Wappen
Das Wappen (ältestes Siegel von 1308 im Staatsarchiv Schwerin) zeigt in Silber einen halben springenden roten Hirsch. Auf dem Helm mit rot-silbernen Decken der Hirsch wachsend.

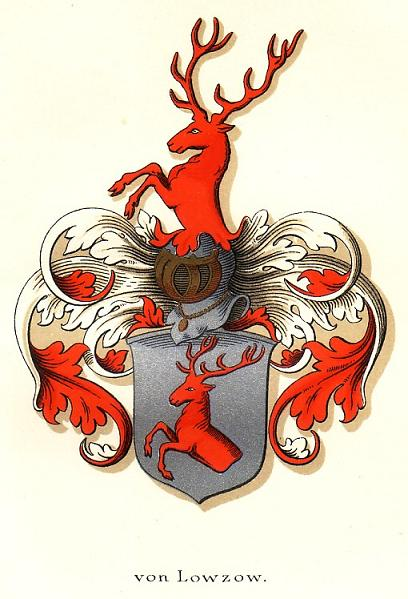
Wappen in Danmarks Adels Aarbog 1901
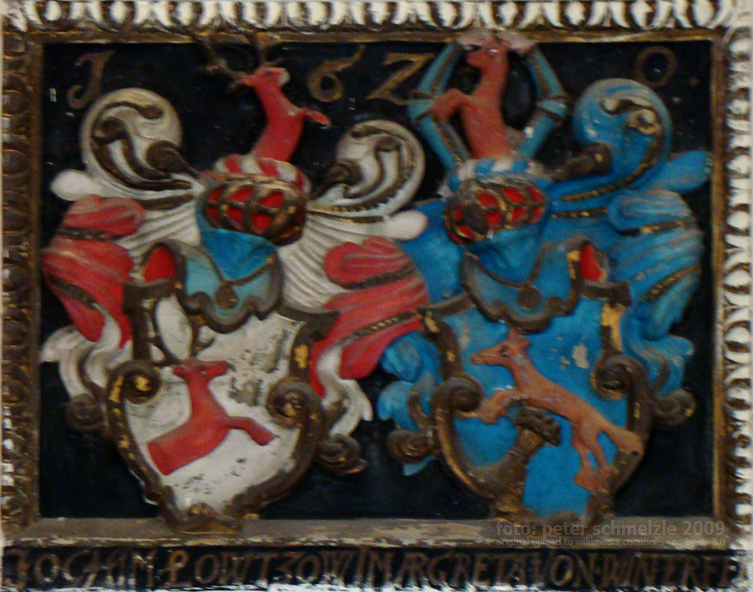
Allianzwappen Joachim von Lowtzow und Margreta von Winterfeldt von 1620 in der Dorfkirche Levitzow

## Persönlichkeiten
- Elert Detlef von Lowzow (1711–1785), Königlich dänischer Generalmajor, verheiratet 1741 mit Hedevig Ulrikke von Pfuel (1715–1790)
- Christoph Heinrich von Lowtzow (1713–1779), Generalmajor, 1773 Chef des Militärs in Holstein-Gottorf
- Carl Friedrich von Lowtzow (1741–1789), gottorfischer Landvogt in Norderdithmarschen
- August Friedrich von Lowtzow (1749–1820), Rittmeister, Erbherr auf Klaber und von 1805 bis 1818 Klosterhauptmann im Kloster Dobbertin.
- Christoph Hartwig von Lowtzow (1750–1830), Amtmann in Reinbek, Trittau und Tremsbüttel, Publizist und Übersetzer
- Ditlef Frederik von Lowzow (1790–1866), Königlich norwegischer Generalmajor
- Anton von Lowtzow (19. Jahrhundert), Grafiker, lieferte Vorlagen für etliche Lithografien Friedrich Julius Tempelteys
- Adolf Friedrich von Lowtzow (1798–1885), auf Rensow, Klosterhauptmann, Gründungsmitglied der Mecklenburgischen Genossenschaft des Johanniterordens[3]
- Haakon Detloff von Lowzow (1854–1915), Königlich norwegischer Generalmajor
- Jenny von Lowtzow (1865–1896), Diakonissin, Verfasserin der Aufzeichnungen  über die Familie v. Lowtzow
- Marie Antoinette von Lowzow, geb. Comtesse Bille Brahe Selby (1899–1985), 1940–1945 Gründerin und Leiterin des dänischen weiblichen Marine-Corps (Kvindelige Marinere), 1962–1966 Kommandeurin desselben, 1950–1968 Abgeordnete im dänischen Folketing, 1959–1968 Mitglied im Europarat (Council of Europe)
- Johannes von Lowtzow (1908–1945 vermisst), auf Klaber[4]
- Wenche Bryn Lowzow (1926–2016), norwegische Politikerin und Schulleiterin
- Dirk von Lowtzow, * 1971, Sänger und Gitarrist der Rockband Tocotronic